# Roel
Roel var en civil parish 1858–1935 när det uppgick i Hawling i grevskapet Gloucestershire i England. Civil parish var belägen 13 km från Cheltenham och hade 14 invånare år 1931. Byn nämndes i Domedagsboken (Domesday Book) år 1086, och kallades då Rawelle.